# Lohuec
Lohuec település Franciaországban, Côtes-d’Armor megyében. Lakosainak száma 246 fő (2022. január 1.). Lohuec Calanhel, La Chapelle-Neuve, Loguivy-Plougras, Plougras, Plourac’h és Bolazec községekkel határos.

## Népesség
A település népességének változása:
| Lakosok száma | 493  | 372  | 298  | 272  | 274  | 267  | 256  | 252  | 247  | 246  |
|               | 1968 | 1982 | 1990 | 2006 | 2013 | 2015 | 2017 | 2019 | 2020 | 2022 |